# Heberolle
Die Heberolle ist ein Begriff aus der Steuergesetzgebung. In der Heberolle wird die noch zu zahlende Steuerlast eines Steuerschuldners eingetragen. Rolle erinnert daran, dass früher diese Steuerlast auf Pergamentrollen festgehalten wurde. Der Begriff „Hebe“ taucht auch heute noch im Begriff „Hebesatz“ auf und bezeichnet die Höhe der Abgabe.
Heberollen sind oft auch wertvolle schriftliche Dokumente zur Geschichtsforschung, denn im Mittelalter waren die Heberollen, die beispielsweise genau aufführten, was und wie viel an Naturalien an ein Kloster abzuliefern war, oft die einzigen schriftlichen Dokumente, die die Existenz von Orten bezeugen.